# Црно (Задар)
Црно је насељено мјесто у саставу града Задра, у Равним Котарима, Задарска жупанија, Република Хрватска.

## Географија
Налази се 5 километара источно од центра Задра.

## Историја
Црно се од распада Југославије до јануара 1993. године налазило у Републици Српској Крајини.

## Култура
У Црном се налази римокатоличка црква Св. Николе и српска православна црква Св. Апостола Петра из 20. вијека која је срушена у јануару 1993.

## Становништво
На попису становништва 2011. године, Црно је имало 537 становника.

## Попис 1991.
На попису становништва 1991. године, насељено мјесто Црно је имало 662 становника, сљедећег националног састава:
| Попис 1991.‍  | Попис 1991.‍  | Попис 1991.‍ | Попис 1991.‍ | Попис 1991.‍ |
| ------------ | ------------ | ----------- | ----------- | ----------- |
|              |              |             |             |             |
| Хрвати       | Хрвати       |             | 519         | 78,39%      |
| Срби         | Срби         |             | 91          | 13,74%      |
| Југословени  | Југословени  |             | 2           | 0,30%       |
| Македонци    | Македонци    |             | 1           | 0,15%       |
| Словенци     | Словенци     |             | 1           | 0,15%       |
| остали       | остали       |             | 7           | 1,05%       |
| неопредељени | неопредељени |             | 13          | 1,96%       |
| регион. опр. | регион. опр. |             | 1           | 0,15%       |
| непознато    | непознато    |             | 27          | 4,07%       |
| укупно: 662  |              |             |             |             |

## Презимена
- Лакић — Православци
- Простран — Православци
- Пуцар — Православци
- Баричевић — Римокатолици
- Брадица — Римокатолици
- Булић — Римокатолици
- Видаић — Римокатолици
- Вукоша — Римокатолици
- Гргуревић — Римокатолици
- Марника — Римокатолици
- Мусап — Римокатолици[2]